# Provincias Unidas de los Países Bajos
Las Provincias Unidas de los Países Bajos, comúnmente conocida en la historiografía como la Provincias Unidas, fue una confederación que existió desde 1579 hasta la Revolución bátava en 1795. Fue un Estado predecesor de los Países Bajos actuales y el primer Estado nación neerlandés independiente. La república se estableció después de que siete provincias holandesas en los Países Bajos españoles se rebelaran contra el dominio español, formando una alianza mutua contra España en 1579 (la Unión de Utrecht) y declarando su independencia en 1581 (el Acta de abjuración). Las siete provincias que comprendía eran Groninga, Frisia, Overijssel, Güeldres, Utrecht, Holanda (actual Holanda Septentrional y Holanda Meridional) y Zelanda. Oficialmente era la República de los Siete Países Bajos Unidos (en neerlandés: Republiek der Zeven Verenigde Nederlanden).
Aunque el Estado era pequeño y tenía solo alrededor de 1,5 millones de habitantes, controlaba una red mundial de rutas comerciales marítimas. A través de sus compañías comerciales, la Compañía Neerlandesa de las Indias Orientales (VOC) y la Compañía Neerlandesa de las Indias Occidentales (GWC), estableció un imperio colonial neerlandés. Los ingresos de este comercio permitieron a las Provincias Unidas competir militarmente contra países mucho más grandes. Amasó una enorme flota de 2.000 barcos, inicialmente más grande que las flotas de Inglaterra y Francia juntas. Los principales conflictos se libraron en la guerra de los Ochenta Años contra España (desde la fundación de las Provincias Unidas hasta 1648), la guerra luso-neerlandesa (1598-1663), cuatro guerras anglo-neerlandesas (1652-1654, 1665-1667, 1672-1674 y 1780-1784), la guerra franco-neerlandesa (1672-1678), la guerra de los Nueve Años (1688-1697), la guerra de sucesión española (1702-1713), la guerra de sucesión austríaca (1744-1748) y la guerra de la Primera Coalición (1792-1795) contra la Primera República francesa.
La república era más tolerante con las diferentes religiones e ideas que los Estados contemporáneos, permitiendo la libertad intelectual a sus residentes. Bajo este régimen florecieron artistas, incluyendo pintores como Rembrandt, Johannes Vermeer y muchos otros. También lo hicieron científicos como Hugo Grocio, Christiaan Huygens y Anton van Leeuwenhoek. El comercio, la ciencia, las fuerzas armadas y el arte neerlandeses estuvieron entre los más aclamados del mundo durante gran parte del siglo XVII, período que se conocería como el Siglo de Oro neerlandés.
La república era una confederación de provincias, cada una con un alto grado de independencia de la asamblea federal: los Estados Generales. En la Paz de Westfalia (1648), la república obtuvo aproximadamente un 20% más de territorio, ubicado fuera de las provincias miembro, que fue gobernado directamente por los Estados Generales como Tierras de la Generalidad. Cada provincia estaba dirigida por un estatúder; este cargo estaba nominalmente abierto a cualquiera, pero la mayoría de las provincias nombraban a un miembro de la Casa de Orange. El cargo se volvió gradualmente hereditario, y el príncipe de Orange ostentaba simultáneamente la mayoría o la totalidad de los estatúderes, lo que lo convertía en la práctica en jefe de Estado. Esto creó tensión entre las facciones políticas: los orangistas favorecían un estatúder poderoso, mientras que los republicanos favorecían unos Estados Generales fuertes. Los republicanos forzaron dos periodos sin estatúderes, 1650-1672 y 1702-1747, y este último provocó inestabilidad nacional y el fin del estatus de potencia mundial.
El declive económico condujo al Patriottentijd de 1780-1787, un período de inestabilidad política. Estos disturbios fueron reprimidos temporalmente por una invasión prusiana en apoyo del estatúder. La Revolución francesa y la posterior guerra de la Primera Coalición reavivaron estas tensiones. Tras la derrota militar a manos de Francia, el estatúder fue expulsado en la Revolución bátava de 1795, poniendo fin a las Provincias Unidas, a la que sucedió la República Bátava.

## Historia
El origen de las Provincias Unidas radicó en los problemas políticos y religiosos bajo la dominación de los Habsburgo. Las disensiones entre católicos y calvinistas dieron lugar al establecimiento y enfrentamiento en 1579 de la Unión de Arrás y la Unión de Utrecht, siendo esta última la que dio origen a las Provincias Unidas.
Con el Acta de Abjuración de 1581, los representantes de la Unión depusieron a Felipe II de España y nombraron a Francisco de Anjou (muerto en 1584). Johan van Oldenbarnevelt fue una pieza clave en la creación de la República, en 1588.
La cohesión de las provincias fue posible gracias a la hegemonía de la burguesía y el liderazgo de la provincia de Holanda. Además, con el Tratado de Greenwich las Provincias Unidas obtuvieron ayuda militar de Inglaterra, que junto a Francia reconocería a la república en 1596. En virtud de la Tregua de los Doce Años (1609-1621) con Felipe III, el monarca español reconoció de manera implícita la existencia de las Provincias Unidas, y en 1648 su independencia al término de la guerra de los Ochenta Años con el Tratado de Münster.
La alianza con Francia durante la guerra de los Treinta Años logró para las provincias el estatus de Estado independiente en el Tratado de Westfalia (1648). En esta época su poder creció hasta convertirse en una de las potencias marinas y económicas del siglo XVII, considerada «época dorada» en los Países Bajos, cuando establecieron colonias y puestos mercantiles alrededor del mundo.
Sin embargo, durante las guerras anglo-neerlandesas por la supremacía naval y tras la guerra franco-neerlandesa, se consumó el declive de su poder. En 1795, después de la invasión francesa, las Provincias Unidas fueron sustituidas por la República Bátava.

## Economía
Durante el Siglo de Oro neerlandés, que comprendió el final del siglo XVI y todo el siglo XVII, la República neerlandesa dominó el comercio mundial, conquistó un vasto imperio colonial en todos los continentes y operó la más grande flota mercantil de la época. [cita requerida]El Condado de Holanda se convirtió en la región más rica y urbanizada en el mundo.[cita requerida]

### Crecimiento e Inmigración
Alrededor de 1600, alrededor del 40% de la población de Ámsterdam estaba compuesta por inmigrantes, principalmente de Amberes.

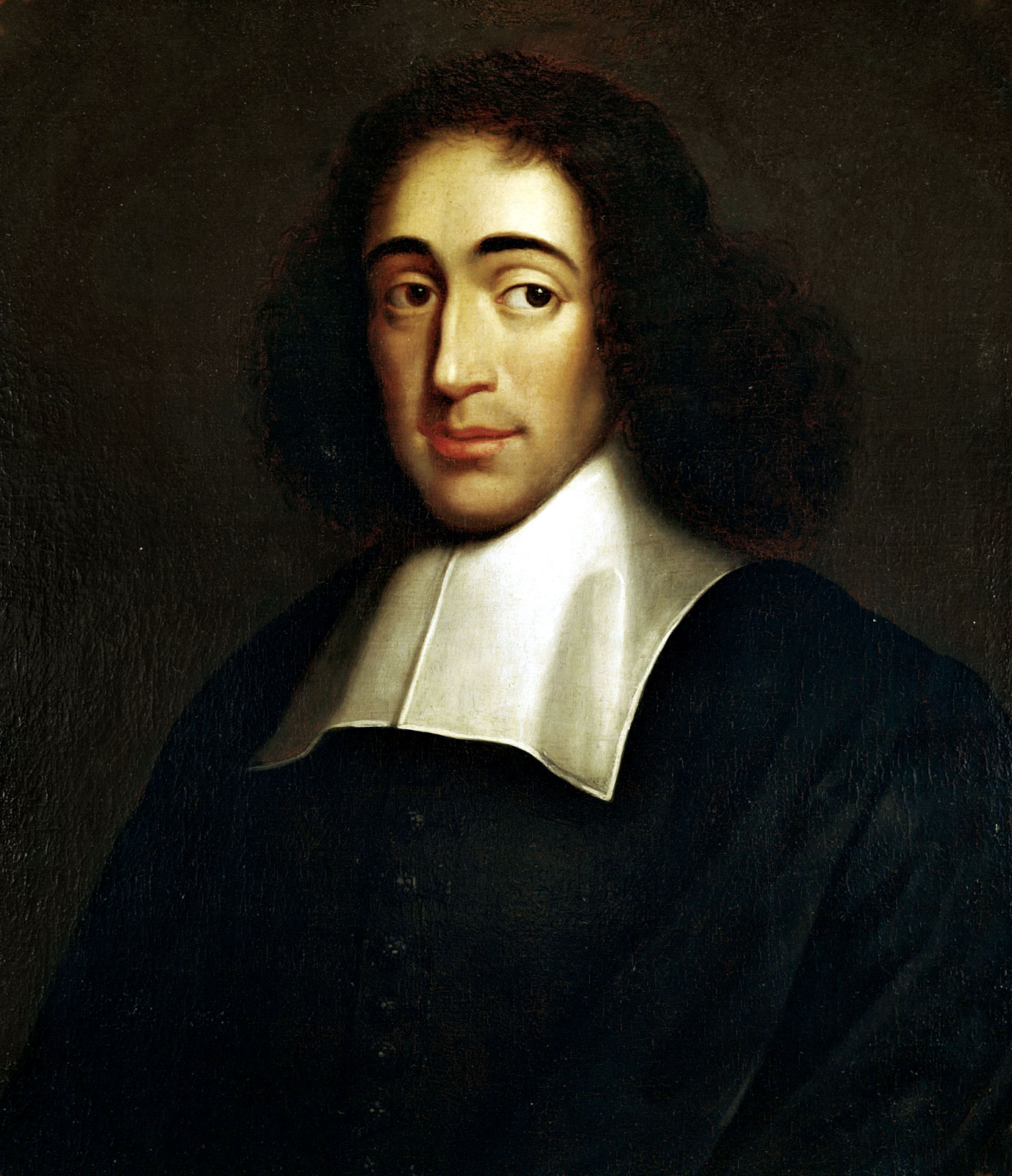
Spinoza fue un judío portugués que nació en los Países Bajos.

Entre 1600 y 1800, 600 000 extranjeros habitaban en los Países Bajos, en los tempranos 1600 el 40 % de los habitantes de Ámsterdam eran nacidos extranjeros y en lugares como haarlem y leiden fueron más del 55 % del total de la población.
Los Países Bajos se convirtieron en el destino de los judíos portugueses y españoles que huían de las Inquisiciones en Iberia en los siglos XVI y XVII.  En 1705, Róterdam tenía un estimado de 1500 a 2500 ciudadanos con raíces francesas, alrededor del 3 al 5% de la población total principalmente protestantes franceses hugonotes. La comunidad de escoceses hacia finales del siglo XVII creció de alrededor de 600 en 1650 a mil en 1700, o, como porcentaje de la población de Róterdam, de más del 1% al 2%. Una caída en la migración a Rotterdam causó que la población cayera de 51 000 en 1695 a 47 500 en 1750, de 1699 a 1811, más de 14 000 nuevos ciudadanos o 'poorters', el 92% de los cuales eran hombres, se registraron en Róterdam, los alemanes eran el 20% del número total de poorters.
Entre los siglos XVII y XVIII muchos noruegos emigraron a los Países Bajos por diversos factores, entre ellos la libertad religiosa y el crecimiento económico. La población de Ámsterdam en 1620 era de 100 000 habitantes y entre 1601 y 1800, aproximadamente 12 000 noruegos se casaron en Ámsterdam.
Los alemanes fueron durante mucho tiempo el grupo migrante más numeroso en los Países Bajos. El florecimiento de la república a finales de los siglos XVI y XVII, en particular, atrajo a muchos inmigrantes alemanes a los Países Bajos. Los salarios eran mucho más altos y existía una demanda constante de artesanos, obreros, soldados y marineros para la Compañía Holandesa de las Indias Orientales (VOC). Además, entre 1600 y principios del siglo XIX, decenas de miles de temporeros westfalianos llegaban anualmente a las costas del Mar del Norte para la cosecha y la extracción de turba.